# Benanthis madagascariensis
Benanthis madagascariensis là một loài ong trong họ Megachilidae. Loài này được Benoist miêu tả khoa học đầu tiên năm 1963.